# Arte Final
Arte Final é o segundo álbum de estúdio da banda brasileira de rock cristão Complexo J, lançado em 1990.
Produzido de forma independente e com distribuição da Gospel Records, teve como destaque a canção "Isaías 40", bastante divulgada pela banda. Foi sucedido por 3, álbum de maior sucesso da banda.
| Críticas profissionais | Críticas profissionais |
| Avaliações da crítica  | Avaliações da crítica  |
| Fonte                  | Avaliação              |
| ---------------------- | ---------------------- |
| O Propagador           | [ 2 ]                  |

## Faixas
1. "Isaías 40"
2. "Jesus eu te amo"
3. "A vida que pedi a Deus"
4. "Só Deus sabe"
5. "Doxologia instrumental"
6. "Blues"
7. "Sim eu vou"
8. "Armadura de Deus"